# Bonnor Middleton
James Middleton (bekannt als Bonnor Middleton; * 30. September 1865 in Chester-le-Street, Vereinigtes Königreich Großbritannien und Irland; † 23. Dezember 1913 in Kapstadt, Südafrikanische Union) war ein südafrikanischer Cricketspieler, der zwischen 1896 und 1902 für die südafrikanische Nationalmannschaft spielte.

## Aktive Karriere
Middleton war Teil der Armee und diente dort im Yorkshire Regiment. Dort wurde vom Kapstadt Cricket Club abgeworben, damit er für sie professionell Cricket spielte. Er gab sein First-Class-Debüt in der Saison 1890/91 und spielte in der Folge für die Western Province. Er war Teil des südafrikanischen Teams, das in der Saison 1894 nach England reiste, jedoch wurde dabei kein klassifiziertes Spiel absolviert. Sein Debüt in der Nationalmannschaft folgte bei der Tour Englands in der Saison 1895/96. Dabei erzielte er insgesamt neun Wickets (5/64 & 4/66) und konnte im dritten Test der Serie drei Wickets (3/50) erreichen. Als England in der Saison 1898/99 erneut nach Südafrika kam, konnte er 5 Wickets für 51 Runs im ersten und 4 Wickets für 18 Runs im zweiten Test erreichen. Seinen letzten Einsatz im Nationalteam folgte in der Saison 1902/03 gegen Australien. Zu weiteren Einsätzen kam es nicht, auch weil Südafrika bei der nächsten Tour in England auf Leg-Spinner setzte. Sein letztes First-Class-Spiel absolvierte er in der Saison 1903/04.

## Nach der aktiven Karriere
Nach schweren Asthma- und Bronchitis-Attacken verstarb Middleton im Dezember 1913 im Alter von 48 Jahren an Herzversagen.